# Јозефински катастар
Јозефински катастар, такође зван и Први катастар, је први свеобухватни катастар на просторима под влашћу Хабзбурга. Израђен је крајем 18. века, а састоји се од 3589 (касније проширен на 4096) ручно цртаних мапа у боји које покривају наследне земље Хабзбурга. Назван је по надвојводи Аустрије и цару Светог римског царства Јозефу II. Данас се чува у Војном архиву Аустријског државног архива.